# Kiss the Radio
Kiss the Radio (em coreano:  키스 더 라디오), também conhecido como Super Junior Kiss the Radio ou Sukira, é um programa radiofônico sul-coreano transmitido pela KBS Cool FM, com a apresentação de Leeteuk, integrante da boy band Super Junior. O programa é transmitido diariamente, das 22h até a meia-noite.

## Apresentadores
- Danny Ahn (26 de abril de 2004 – 20 de agosto de 2006)
- Leeteuk e Eunhyuk (21 de agosto de 2006 – 4 de dezembro de 2011)
- Ryeowook e Sungmin (5 de dezembro de 2011 – 7 de abril de 2013)
- Ryeowook (8 de abril de 2013 – 24 de abril de 2016)
- Leeteuk (25 de abril de 2016 – atualmente)

## Prêmios
- 2004 KBS Entertainment Awards para DJ de Rádio: Danny Ahn
- 2015 KBS Entertainment Awards para DJ de Rádio: Ryeowook[2]